# Africký pohár národů 1959
Africký pohár národů pořádaný Egyptem v Káhiře roce 1959 byl 2. ročníkem Afrického poháru národů. Vítězem turnaje se stala Egyptská fotbalová reprezentace.

## Kvalifikace
Žádná kvalifikace na tento turnaj se nehrála, zúčastnit se mohly všechny týmy, které projevily zájem.

## Tabulka
| Tým     | Z | V | R | P | VG | OG | GR | B |
| ------- | - | - | - | - | -- | -- | -- | - |
| Egypt   | 2 | 2 | 0 | 0 | 6  | 1  | +5 | 4 |
| Súdán   | 2 | 1 | 0 | 1 | 2  | 2  | 0  | 2 |
| Etiopie | 2 | 0 | 0 | 2 | 0  | 5  | -5 | 0 |

## Zápasy
| 22. květen 1959                                     |     |         |       |
| Egypt                                               | 4:0 | Etiopie | Egypt |
| Mahmúd El-Gohary 29', 42', 73' Mimi El-Sherbini 64' |     |         | Egypt |

| 25. květen 1959 |     |         |       |
| Súdán           | 1:0 | Etiopie | Egypt |
| Drissa 40'      |     |         | Egypt |

| 29. květen 1959 |     |            |       |
| Egypt           | 2:1 | Súdán      | Egypt |
| Baheeg 12', 89' |     | Manzul 65' | Egypt |

## Branky
3 branky
- Mahmúd El-Gohary

2 branky
- Essam Baheeg

1 branka
- Mimi El-Sherbini
- Drissa
- Manzul